# Piñel de Arriba
Piñel de Arriba település Spanyolországban, Valladolid tartományban. Piñel de Arriba Roturas, Piñel de Abajo, Fombellida, Canillas de Esgueva, Encinas de Esgueva és San Llorente községekkel határos. Lakosainak száma 88 fő (2024).

## Népesség
A település népessége az utóbbi években az alábbiak szerint változott:
| Lakosok száma | 148  | 137  | 142  | 137  | 119  | 102  | 100  | 89   | 90   | 88   |
|               | 2001 | 2004 | 2007 | 2009 | 2012 | 2014 | 2017 | 2019 | 2022 | 2024 |